# Picheng (köpinghuvudort i Kina, Jiangsu Sheng, lat 32,12, long 119,70)
Picheng (kinesiska: 埤城, 埤城镇) är en köpinghuvudort i Kina. Den ligger i provinsen Jiangsu, i den östra delen av landet, omkring 85 kilometer öster om provinshuvudstaden Nanjing. Antalet invånare är 28 570. Befolkningen består av 13 874 kvinnor och 14 696 män. Barn under 15 år utgör 10,0 %, vuxna 15-64 år 79 %, och äldre över 65 år 9,0 %.
Runt Picheng är det tätbefolkat, med 947 invånare per kvadratkilometer. Närmaste större samhälle är Menghe, 17,8 km sydost om Picheng. Trakten runt Picheng består till största delen av jordbruksmark.
Genomsnittlig årsnederbörd är 1 302 millimeter. Den regnigaste månaden är juli, med i genomsnitt 255 mm nederbörd, och den torraste är januari, med 30 mm nederbörd.